# Lindera benzoin
Lindera benzoin là loài thực vật có hoa trong họ Nguyệt quế. Loài này được (L.) Blume miêu tả khoa học đầu tiên năm 1851.